# Roquefort (Landes)
Roquefort ist eine französische Gemeinde mit 1987 Einwohnern (Stand 1. Januar 2022) im Département Landes in der Region Nouvelle-Aquitaine; sie gehört zum Arrondissement Mont-de-Marsan und zum Kanton Haute Lande Armagnac.

## Lage
Roquefort liegt etwa 110 Kilometer (Fahrtstrecke) südlich von Bordeaux am Zusammenfluss der Flüsse Estampon und Douze. Mont-de-Marsan, der Hauptort des Arrondissements, liegt etwa 22 Kilometer in südwestlicher Richtung entfernt.

## Bevölkerungsentwicklung
| Jahr      | 1968 | 1975 | 1982 | 1990 | 1999 | 2007 | 2017 |
| --------- | ---- | ---- | ---- | ---- | ---- | ---- | ---- |
| Einwohner | 2170 | 2112 | 1828 | 1821 | 1894 | 1912 | 1892 |

Bereits im ausgehenden Mittelalter war Roquefort eine wichtige Stadt mit über 1000 Einwohnern.

## Wirtschaft
In früheren Zeiten war Roquefort handwerkliches und merkantiles Zentrum der umliegenden Dörfer – eine Funktion, die die Stadt bis auf den heutigen Tag innehat. In der Nähe gibt es mehrere Kleinbetriebe der Holzverarbeitung – darunter ein Sägewerk und eine Möbelfabrik. Auch eine Konservenfabrik und ein Fischzuchtbetrieb sind Bestandteile des Wirtschaftslebens.

## Geschichte
Im 10. Jahrhundert bauten die Vizegrafen von Marsan die Festung Pènecadet am Zusammenfluss von Estampon und Douze. Ab dem 12. Jahrhundert entstand bei dieser Burg die Gemeinde Roquefort. Mitte des gleichen Jahrhunderts gaben die Herren die Burg zugunsten einer komfortableren Unterkunft auf; die alten Gemäuer wurden von Benediktinermönchen aus der etwa 40 Kilometer südwestlich gelegenen Abtei Saint-Sever übernommen; sie gründeten eine Priorei und bauten eine romanische Kirche unter Einbeziehung der Mauern der alten Burg. 1357 etablierte Gaston Fébus, Vizegraf von Marsan, hier eine Bastide, die eine wesentliche Station auf dem Jakobsweg, der Via Lemovicensis von Limoges nach Santiago de Compostela wurde.
Zwischen Captieux im Norden und Roquefort im Süden lag die Abtei Veien. Hier fand zwischen dem 3. Juli und 5. August 1530 die Hochzeit zwischen dem französischen König Franz I. (1494–1547) und der spanischen Prinzessin Eleonore Erzherzogin von Österreich (1498–1558), Tochter von Philipp dem Schönen, Erzherzog von Österreich und König von Kastilien, statt.
Mitte des 16. Jahrhunderts stellte sich Roquefort auf die Seite der Fronde, was wenige Jahre später die Zerstörung der Stadtbefestigungen (remparts) zur Folge hatte.

## Sehenswürdigkeiten

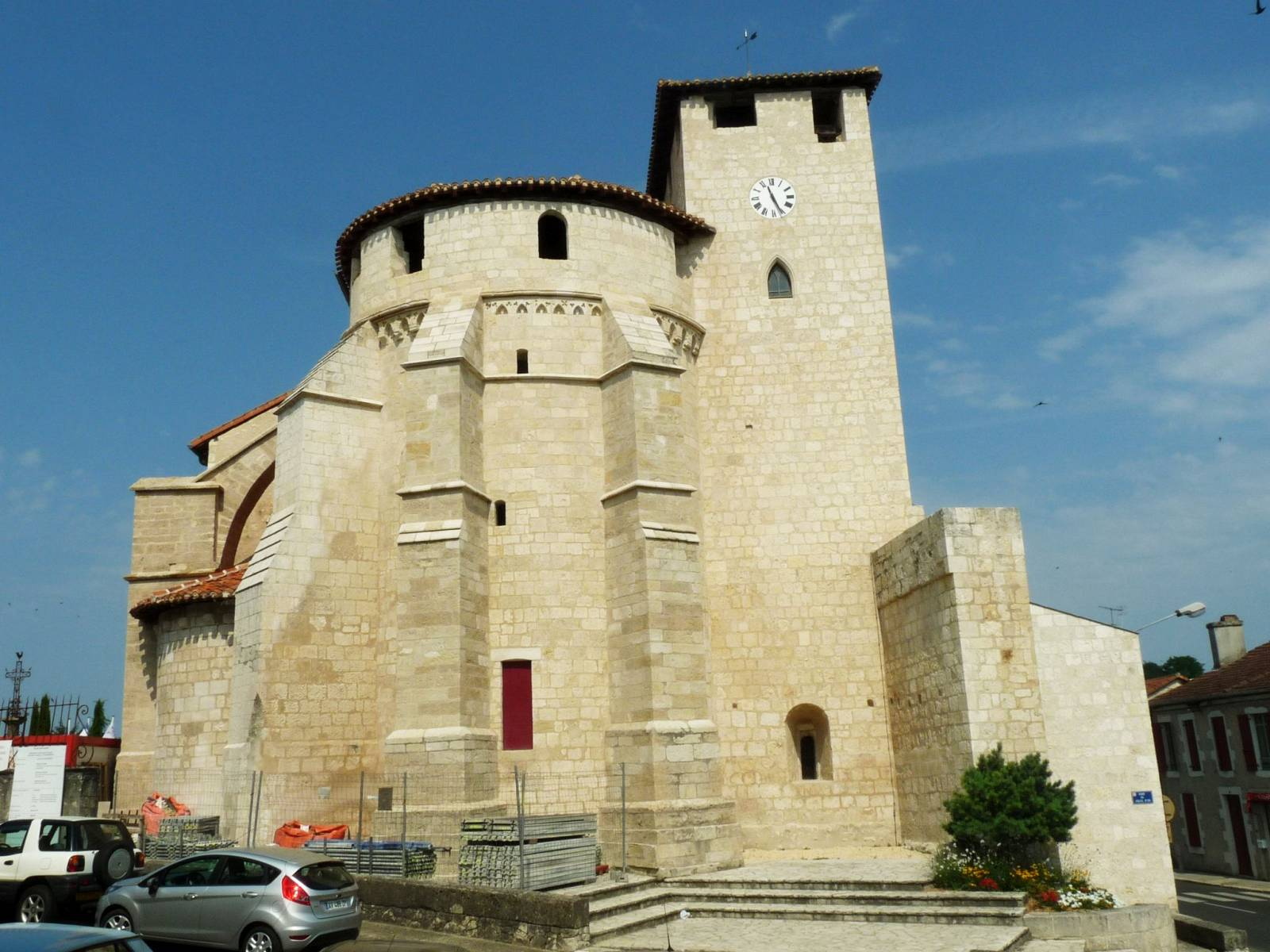
Kirche Sainte-Marie

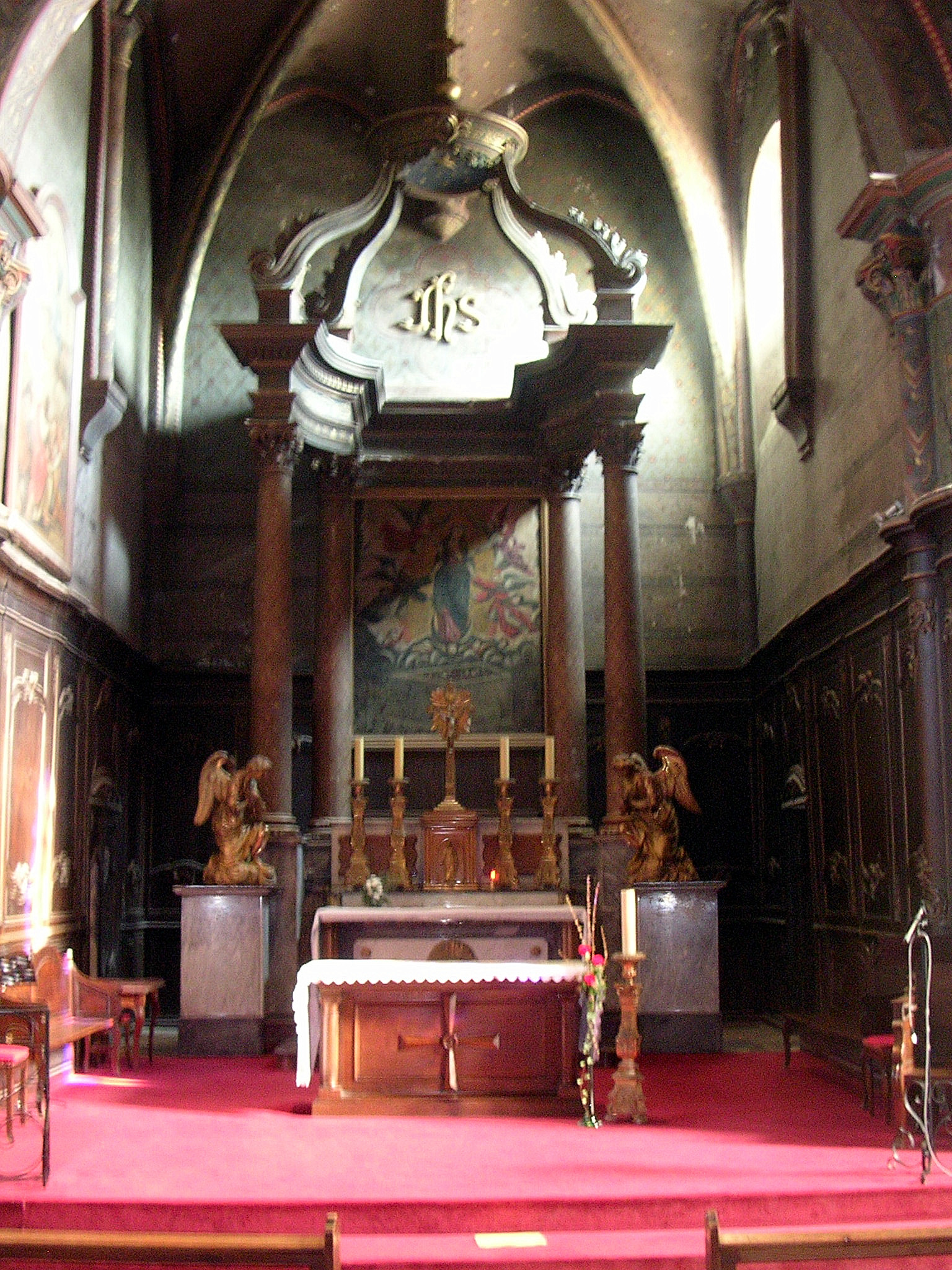
Altarbaldachin

- Die Église Sainte-Marie stammt aus dem 12. Jahrhundert und war ursprünglich jeweils zur Hälfte eine Benediktiner-Prioratskirche der Abtei Saint-Sever (Ostteile) und eine Pfarrkirche (Westteil); beide Teile waren durch eine Mauer voneinander getrennt. In der Zeit des Hundertjährigen Krieges (1337–1453) und der Hugenottenkriege (1562–1598) wurde der Bau gotisiert und zu einer Wehrkirche umgestaltet: die Apsis wurde ihrer Fenster beraubt und mit mächtigen Strebepfeilern befestigt; ihr oberer Teil sowie der blockhaft wirkende Turm dienten zeitweise als Aufenthaltsort einer Wachmannschaft. Im Turm wurden überdies in Krisenzeiten Getreidevorräte eingelagert. Das spätgotische – von den Hugenotten im Jahre 1559 teilweise zerstörte – Hauptportal zeigt einen breit gelagerten Korbbogen, darüber einen Spitzbogen (mit Archivoltenfiguren) als Überfangbogen sowie einen Kielbogen als dekorative Bekrönung. Einer der Nebeneingänge war ausschließlich den – aus welchen Gründen auch immer diskriminierten – cagots vorbehalten. Im Innern ist die Kirche dreischiffig und mit Rippengewölben bedeckt. Zur Ausstattung gehören ein Altarbaldachin sowie zwei Fresco-Gemälde mit Darstellungen der Himmelfahrt Mariens. Bereits im Jahre 1638 wurde die gesamte Kirche zur Pfarrkirche des Ortes; seit 1996 ist sie als Monument historique[2] eingetragen.
- Der Bau des ehemaligen Priesterseminars (ancien presbytère) stammt aus dem 18. Jahrhundert.
- Von den in der Zeit Ludwigs XIV. geschleiften Stadtbefestigungen sind nur spärliche Reste erhalten.
- Die im Südosten der Stadt gelegene Arena (arènes) wurde erst im Jahr 1951 eingeweiht. Einmal jährlich finden hier Stierkämpfe (courses landaises) im Rahmen einer vier Tage dauernden Festveranstaltung statt.